# Международная федерация хоккея на траве
Международная федерация хоккея на траве (англ. International Hockey Federation, фр. Fédération Internationale de Hockey sur Gazon , сокр. FIН, в русской транслитерации ФИХ) — управляющая организация мировых хоккея на траве и индорхоккея. Объединяет 140 национальных федераций. Штаб-квартира находится в швейцарском городе Лозанна.

## История
Первые шаги в направлении создания международной организации были предприняты в 1909 году, когда ассоциации хоккея Англии и Бельгии взаимно признали друга в целях регулирования международных хоккейный связей. Вскоре к ним присоединилась Франция. За год до этого хоккей на траве был включён в программу Игр IV Олимпиады в Лондоне. В олимпийском турнире приняли участие национальные мужские команды 6 стран — Англии, Ирландии, Шотландии, Германии, Франции и Уэльса.
7 января 1924 года в Париже представителями семи стран (Австрии, Бельгии, Венгрии, Испании, Франции, Чехословакии и Швейцарии) была образована Международная федерация хоккея на траве (ФИХ). Первым президентом новой спортивной организации был избран француз Поль Лоте. Официальными языками ФИХ стали английский и французский.
В 1925 году к Международной федерации хоккея на траве присоединилась Дания, в 1926 — Нидерланды, в 1927 — Турция, в 1928 — Германия, Польша, Португалия и Индия. К 1964 членами ФИХ были 50 стран, а также три континентальные ассоциации — Азиатская, Панамериканская и Африканская. В 1969 образована также Европейская федерация хоккея на траве. В 1979 году ФИХ насчитывала уже 79 членов.
С начала 1970-х получил развитие зальный вариант хоккея на траве — индорхоккей.
Под эгидой федерации проводятся международные соревнования по пляжному хоккею, в том числе чемпионаты мира (фестивали), первый из которых прошел в Нидерландах в 2014 году. С 2014 ФИХ активно развивает мини-хоккей на траве (hockey5s), впервые представленный на юношеских Олимпийских играх 2014.
В 1982 году в состав ФИХ вошла Международная федерация женских ассоциаций хоккея на траве (IFWHA), образованная в 1927 и объединявшая на 1979 год национальные женские хоккейные ассоциации 31 страны.
По состоянию на 2024 год в Международную федерацию хоккея на траве входят 140 национальных ассоциаций и 5 континентальных федераций.

### Президенты ФИХ
- 1924—1926 —  Поль Лоте
- 1926—1932 —  Франц Рейшель
- 1932—1936 —  Марсель Беллен дю Кото
- 1936—1945 —  Георг Эверс
- 1945—1946 —  Робер Льежуа
- 1946—1966 —  Карлес ван Уффорд
- 1966—1983 —  Рене Франк
- 1983—1996 —  Этьен Глишич
- 1996—2001 —  Хуан Анхель Кальсадо
- 2001—2008 —  Эльс ван Бреда Фрисман
- 2008—2016 —  Леандро Негре
- 2016—2022 —  Нариндер Батра
- с 2022 —  Тайяб Икрам

## Структура ФИХ
Высший орган Международной федерации хоккея на траве — Мировой Конгресс, который созывается один раз в два года. В работе Конгресса приглашаются принять участие все национальные федерации, являющиеся членами ФИХ или кандидатами на вступление в эту организацию.
Для решения задач, поставленных Конгрессом перед ФИХ, а также уставных требований, делегаты Конгресса Исполнительный совет, который проводит в жизнь решения Конгресса, а также организует повседневную деятельность ФИХ. Исполнительный совет собирается не реже трёх раз в год и состоит из президента ФИХ, исполнительного директора и 14 членов, 5 из которых представляют континентальные федерации и один — спортсменов. Все члены Исполнительного совета избираются на срок 4 года с учётом того, что половина общего состава совета переизбирается каждые 2 года.
Для решения специальных задач, стоящих перед ФИХ, в её структуре созданы постоянные технические комитеты: соревнований, правил игры, арбитражный, юридический, медицинский и другие.

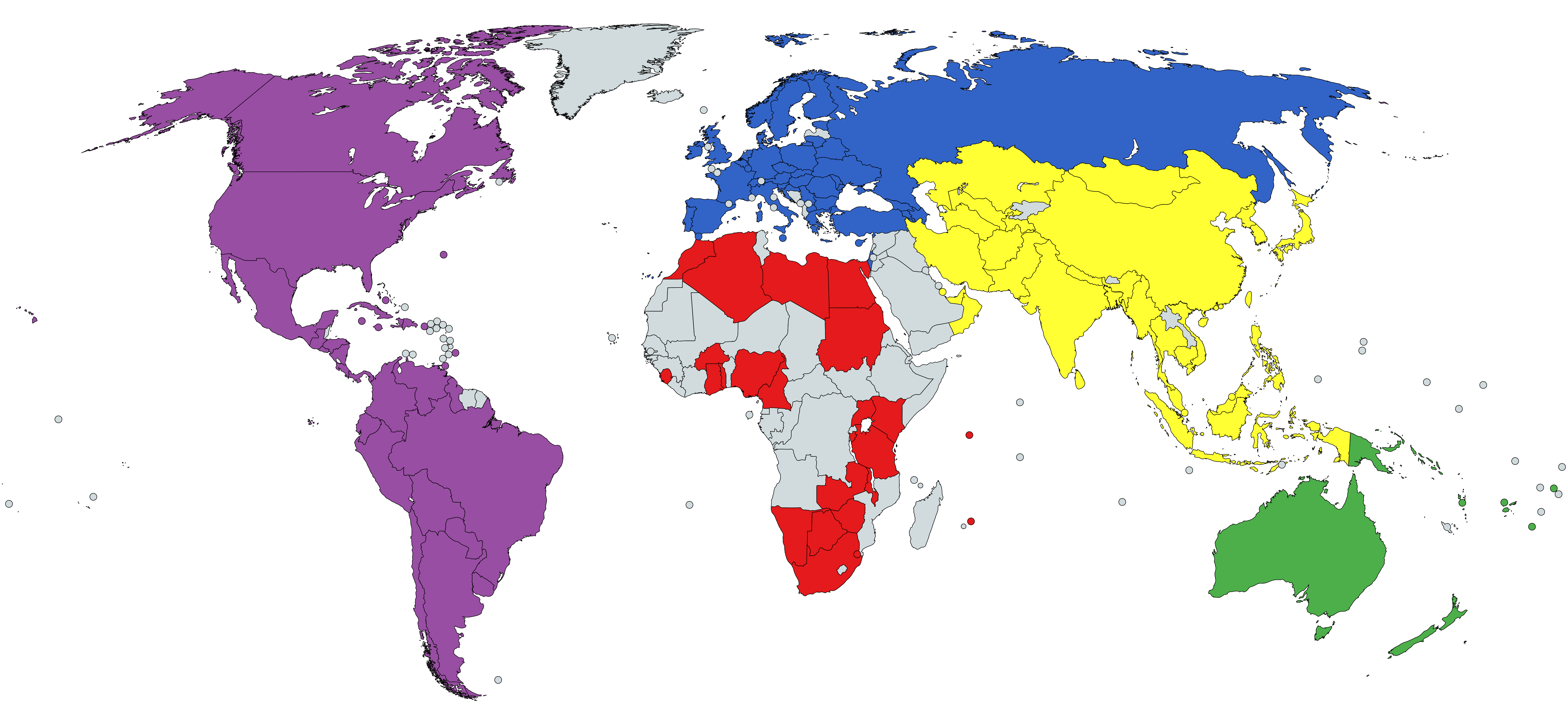
Карта мира с разделением по конфедерациям

ФИХ разделена на 5 континентальных конфедераций, которые являются структурными подразделениями ФИХ. Они полномочные представители ФИХ в своих географических зонах. Национальные федерации являются одновременно членами ФИХ и своей региональной конфедерации. Обычно страна является членом конфедерации своего региона, однако существуют некоторые исключения.
Список региональных объединений выглядит следующим образом:
- Европейская федерация хоккея на траве (EHF) — Европа;
- Азиатская федерация хоккея на траве (AHF) — Азия;
- Африканская федерация хоккея на траве (AfHF) — Африка;
- Панамериканская федерация хоккея на траве (PAHF) — Америка;
- Федерация хоккея на траве Океании (OHF) — Австралия и Океания.

## Официальные соревнования
В рамках своей деятельности Международная федерация хоккея на траве отвечает за проведение следующих турниров среди национальных сборных команд:
- Олимпийские турниры по хоккею на траве — один раз в 4 года (совместно с МОК)
- Чемпионаты мира — один раз в 4 года
- Трофей чемпионов — ежегодно
- Мировая лига — один раз в два года
- Чемпионаты мира среди молодёжных сборных команд — один раз в 4 года
- Чемпионаты мира по индорхоккею — один раз в 4 года

## Члены ФИХ

### Европа
44 национальные федерации: Австрия, Азербайджан, Англия, Армения, Белоруссия, Бельгия, Болгария, Великобритания, Венгрия, Германия, Гибралтар, Греция, Грузия, Дания, Израиль, Ирландия, Испания, Италия, Кипр, Литва, Люксембург, Мальта, Молдавия, Нидерланды, Норвегия, Польша, Португалия, Россия, Румыния, Северная Македония, Сербия, Словакия, Словения, Турция, Украина, Уэльс, Финляндия, Франция, Хорватия, Чехия, Швейцария, Швеция, Шотландия, Эстония.

### Азия
33 национальные федерации: Афганистан, Бангладеш, Бруней, Восточный Тимор, Вьетнам, Гонконг, Индия, Индонезия, Иран, Казахстан, Камбоджа, Катар, Китай, КНДР, Макао, Малайзия, Монголия, Мьянма, Непал, ОАЭ, Оман, Пакистан, Саудовская Аравия, Сингапур, Таджикистан, Таиланд, Тайвань, Туркменистан, Узбекистан, Филиппины, Шри-Ланка, Южная Корея, Япония.

### Африка
25 национальных федераций: Алжир, Ботсвана, Буркина-Фасо, Бурунди, Гана, Египет, Замбия, Зимбабве, Камерун, Кения, Кот-д’Ивуар, Ливия, Маврикий, Малави, Марокко, Намибия, Нигерия, Сейшельские Острова, Судан, Сьерра-Леоне, Танзания, Того, Уганда, Эсватини, ЮАР.

### Америка
30 национальных федераций: Аргентина, Багамские Острова, Барбадос, Бермудские острова, Боливия, Бразилия, Венесуэла, Гаити, Гайана, Гватемала, Гондурас, Доминиканская Республика, Каймановы острова, Канада, Колумбия, Коста-Рика, Куба, Мексика, Никарагуа, Панама, Парагвай, Перу, Пуэрто-Рико, Сальвадор, США, Тринидад и Тобаго, Уругвай, Чили, Эквадор, Ямайка.

### Австралия и Океания
8 национальных федераций: Австралия, Вануату, Новая Зеландия, Папуа — Новая Гвинея, Самоа, Соломоновы Острова, Тонга, Фиджи.